# Machu Picchu (stacja antarktyczna)
Base Machu Picchu – letnia stacja polarna należąca do Peru, położona na Wyspie Króla Jerzego w archipelagu Szetlandów Południowych. Jest to jedyna peruwiańska stacja polarna.

## Położenie
Stacja znajduje się nad Zatoką Mackellara, fiordem będącym częścią Zatoki Admiralicji. Nazwa stacji pochodzi od inkaskiego miasta Machu Picchu, należącego do światowego dziedzictwa ludzkości.

## Działalność
Peruwiański program naukowy na Antarktydzie obejmuje badania oceanograficzne i badania atmosfery. Badacze ze stacji Machu Picchu mają także za zadanie monitorowanie bioróżnorodności w Zatoce Mackellara i głębokich wodach Zatoki Admiralicji, badanie kolonii rybitw antarktycznych i porastających przylądek porostów.